# Complex Emotions
Complex Emotions ist ein Jazzalbum von The Bad Plus. Die im Juni 2023 in den Pachyderm Studios in Cannon Falls (Minnesota) entstandenen Aufnahmen erschienen am 8. November 2024 auf Mack Avenue Records.

## Hintergrund
In der Formation The Bad Plus vollzogen sich in den letzten Jahren mehrere Übergänge; im Januar 2018 veröffentlichten sie Never Stop II, ihr erstes Album mit dem Pianisten Orrin Evans. Im Oktober 2019 folgte Activate Infinity. Schließlich nahm die Band im Jahr 2022 eine völlig neue Form an, notierte Phil Freeman, und wandelte sich mit einem selbstbetitelten Album von einem Klaviertrio zu einem Quartett, bei dem Evans ausstieg und zur Stammbesetzung aus Reid Anderson (Bass) und Dave King (Schlagzeug) der Saxophonist Chris Speed und der Gitarrist Ben Monder hinzukamen. Complex Emotions ist das zweite Album in der Quartettbesetzung.

## Titelliste
- The Bad Plus: Complex Emotions (Mack Avenue MAC1215LP)[2]

1. Grid/Ocean (Reid Anderson) 5:39
2. French Horns (Reid Anderson) 3:50
3. Casa Ben (Dave King) 6:20
4. Carrier (Reid Anderson) 5:40
5. Cupcakes One (Chris Speed) 4:09
6. Tyrone’s Flamingo (Dave King) 5:52
7. Deep Water Sharks (Reid Anderson) 4:15
8. Li Po (Ben Monder) 7:56

## Rezeption
Der neue Sound der Gruppe sei zu diesem Zeitpunkt gründlich etabliert, schrieb Phil Freeman (Ugly Beauty/Stereogum). Sie würden hier nicht experimentieren; vielmehr selbstbewusst und deklarativ agieren. „Carrier“ sei eine langsame, aber stetige Ballade, die von einer mantraartigen Melodie von Speed vorangetrieben werde, wobei Ben Monder schwebende, atmosphärische Klänge beisteuere, die zwischen zart geformtem Lärm und wunderschönen Harmonien schwankten. Die verbliebenen Gründer der Band, Bassist Reid Anderson und Schlagzeuger Dave King, würden stets einen beharrlichen Rhythmus festlegen.
Nach Ansicht von Mike Jurkovic, der das Album in All About Jazz rezensierte, wären Speed wie Monder zwar relativ neu in der Arbeitsweise von The Bad Plus, aber sie hätten sich mit dem Album The Bad Plus (Edition) von 2022 sehr schnell durchgesetzt und sich nun daran gemacht, mit scheinbar großer Leichtigkeit, daran, Größe zu einer Tradition zu machen. Complex Emotions würde sicherlich aus allen Richtungen auf den Hörer zukommen. Aber es sei ein atemberaubendes Ganzes.
Bei The Bad Plus habe man stets gewusst, was einen erwartete: etwas Unerwartetes, meinte Werner Stiefele (Rondo). Das sei schon so gewesen, als die drei Amerikaner Reid Anderson, Dave King und Ethan Iverson als rotziges Klaviertrio den Gegenpol zum Esbjörn Svensson Trio (e.s.t.) gebildet hätten, was sich nach dem Ausstieg von Iverson und dem Einstieg des Pianisten Orrin Evans nur kurzfristig änderte und wieder bei der Ausgangshaltung angelangt sei. Mit dem Gitarristen Ben Monder und dem Saxofonisten Chris Speed würden der Kontrabassist Anderson und der Schlagzeuger Dave King das raue, rotzige Gefühl wieder aufleben lassen.